# Hinter verschlossenen Türen
Hinter verschlossenen Türen ist ein Spielfilm der Regisseurin Anka Schmid aus dem Jahr 1991, der vom Alltag von siebzehn Bewohnern eines Hauses in Berlin-Kreuzberg erzählt.

## Handlung
Die siebzehn Bewohner des alten Mietshauses in Berlin-Kreuzberg haben auf den ersten Blick nicht viel gemeinsam außer der Wohnadresse. Und so sind sich der in Erinnerungen schwelgende alte Fotograf Kempinski, die von fernen Ländern träumende Hannelore, die ihre Wohnung vorübergehend mit ihrer von Liebeskummer geplagten Nichte teilt, Bona, der mit seinem Mitbewohner ab und zu ein Bier trinkt und in der Küche Französisch unterrichtet, die zwei halbwüchsigen Schwestern mit ihrer seit kurzem verliebten Mutter, das mittelalterliche Hauswarts-Ehepaar sowie das junge Pärchen, dessen Tochter Paula lieber im Treppenhaus sitzt als zur Schule geht, unerwartet vertraut, als Kempinski zur Feier seines 80. Geburtstags in seine Wohnung lädt.

## Festivals und Auszeichnungen
Mit Hinter verschlossenen Türen gewann Schmid den Schweizer Nachwuchspreis, den Filmpreis der Stadt und des Kantons Zürich (Zürcher Filmpreis) sowie den 2. Preis des Filmfestivals Schwerin.
Weitere Festivals: Filmfestival Saarbrücken/Max-Ophüls-Preis, Strasbourg European Fantastic Film Festival, Chicago International Film Festival, Bergamo Film Meeting, Internationales Filmfestival Warschau, Créteil International Women’s Film Festival

## Rezeption
Walter Ruggle, Züritipp, 30. August 1991

„Anka Schmid bewegt sich mit Ciro Cappelari, der die entrückende Schwarzweissfotografie besorgte, im Labyrinth dieses fiktiven und doch so realen Hauses, versucht mit Vorteil gar nicht erst, das Gesamte zu erfassen. Sie beschränkt sich auf einige dieser kleinen Äusserungen, die längst nicht alle verbal sein müssen, aus denen die eine die andere und eine Handvoll zusammen schon erstaunlich klare Konturen eines ganzen Bildes ergeben. In der Montage findet sich eine Variation ihrer Intention: Da greift sie das Leben in Tönen auf, folgt einzelnen Spuren, um sich gleich wieder aufzugeben und die nächste aufzunehmen. Die Übergänge erscheinen fliessend wie die Zusammenhänge, und auf der Tonspur des Lebens steckt mindestens soviel Gehalt wie auf der Bildebene.“

Georg Kreis, Neue Zürcher Zeitung, 6. September 1991

„Bei der Charakterzeichnung ihrer Figuren setzt Anka Schmid in schönem Wechsel markant breite oder auch zarte Striche und erschafft so lebendige Figuren mit individuellen Gesichtern und zugleich spannungsvolle Bilder aus dem Berliner Alltag.“